# Zona Norte de Chile
Zona Norte de Chile (‚Nordchile‘) ist eine der Großregionen Chiles.
Die Zona Norte erstreckt sich über etwa 1000 Kilometer entlang des Pazifiks und der Anden und umfasst – Nord nach Süd – die Regiones de Arica y Parinacota (XV), Tarapacá (I), Antofagasta (II), Atacama (III) und Coquimbo (IV). 

Südlich grenzt die Zona Central an. Nördlich befindet sich Perú Sur (Südperu), nordöstlich das Altiplano (Hochland von Bolivien), östlich der Noroeste argentino (Argentinischer Nordwesten, NAO), südöstlich das Cuyo Argentiniens, westlich das Chilenische Meer.
Das Gebiet hat ein Trocken- bis Wüstenklima, insbesondere befindet sich hier die Atacama-Wüste.
Die Zona Norte de Chile gliedert sich in:
- Norte Grande, zwischen Perú und dem Río Copiapó
- Norte Chico, zwischen Río Copiapó und Pichidangui

Der Südteil des Raumes ist als Protección de la Calidad del Cielo del Norte de Chile ein Lichtschutzgebiet von internationalem Rang – hier finden sich etliche bedeutende Observatorien, die die exzellenten Sichtbedingungen der trockenen Höhenlagen nutzen.